# Ріпуарська Вікіпедія
Ріпуарська Вікіпедія (ріпуар. Wikipedia) — розділ Вікіпедії ріпуарськими діалектами німецької мови. Створена у 2005 році. Ріпуарська Вікіпедія станом на 27 березня 2025 року містить 3001 статтю, 23 989 зареєстрованих користувачів, 11 активних дописувачів, 3 адміністраторів
. Загальна кількість сторінок в ріпуарській Вікіпедії — 10 728, редагувань — 1 609 165, мультимедійні файли відсутні
. Глибина (рівень розвитку мовного розділу) ріпуарської Вікіпедії дуже велика і становить аж 994.4 пунктів
. 

## Історія
- Жовтень 2005 — створена 100-та стаття[3].
- Липень 2006 — створена 1 000-на стаття[3].
- Листопад 2009 — створена 2 000-на стаття[4].